# Lijst van burgemeesters van Kaprijke
Dit is een lijst van burgemeesters van de Belgische gemeente Kaprijke sinds de Belgische onafhankelijkheid in 1830.
| Periode     | Naam                              |
| ----------- | --------------------------------- |
| (1826)-1836 | Jan-Baptist Carolus de Coorebyter |
| 1836-1846   | Judocus Franciscus Dehoon         |
| 1846-1848   | Bernardus Jacobus Van Acker       |
| 184-1860    | Jan-Baptist de Pape               |
| 1861-1872   | Pieter Standaert                  |
| 1872-1878   | Jan Francies Schollaert           |
| 1879-1884   | Pieter Tysebaert                  |
| 1885-1896   | Francies Standaert                |
| 1896-1911   | Constand Dauwe                    |
| 1912-1921   | Victor Frederik Standaert         |
| 1921-1930   | Alexander Janssens                |
| 1932-1938   | Jules Beuselinck                  |
| 1938-1946   | Rudolf Van Isacker                |
| 1947-1975   | Albert Standaert                  |
| 1975-(1994) | Albert Windey                     |

## Na de fusie (1977)
In 1977 werd het naburige Lembeke bij Kaprijke gevoegd.
| Periode     | Naam              |
| ----------- | ----------------- |
| (1975)-1994 | Albert Windey     |
| 1995-2003   | Wilfried Blondeel |
| 2003-2018   | Filip Gijssels    |
| 2018-heden  | Pieter Claeys     |
|             |                   |

Brussels Hoofdstedelijk Gewest:
Anderlecht · 
Brussel

Vlaanderen:
Aalst · 
Aarschot · 
Antwerpen · 
 Asse · 
Beernem · 
Bertem · 
Blankenberge · 
Brugge · 
Damme · 
De Haan · 
De Panne · 
Deerlijk · 
Deinze · 
Eeklo · 
Evergem · 
Galmaarden · 
Geraardsbergen · 
Gent · 
Halle · 
Hasselt · 
Herent · 
Herk-de-Stad · 
Herzele · 
Heusden-Zolder · 
Houthalen-Helchteren · 
Ichtegem · 
Kaprijke · 
Knokke-Heist · 
Kortemark · 
Kortenberg · 
Kortrijk · 
Leuven · 
Lichtervelde · 
Lievegem · 
Lokeren · 
Maldegem · 
Mechelen · 
Moerbeke-Waas · 
Ninove · 
Oostende · 
Oostkamp · 
Poperinge · 
Roeselare · 
Ronse · 
Sint-Lievens-Houtem · 
Sint-Niklaas · 
Sint-Truiden · 
Temse · 
Tielt · 
Tienen · 
Tongeren · 
Torhout · 
Veurne · 
Waregem · 
Wellen · 
Wetteren · 
Wichelen · 
Zaventem · 
Zedelgem · 
Zele · 
Zonhoven · 
Zottegem

Wallonië: 
Charleroi · 
's-Gravenbrakel · 
Morlanwelz · 
Ophain-Bois-Seigneur-Isaac